# Följerätt
Följerätt (äldre term: droit de suite) är ett institut för att möjliggöra att konstnärer och deras arvingar får ersättning vid vidareförsäljning av deras verk. Detta kan exempelvis ske via auktioner.
I Sverige infördes detta 1996. EU-direktivet 2001/84/EC ställer krav på ett något så när enhetligt system av följerätt inom EU. Rätten gäller under konstnärens livstid och därefter i ytterligare 70 år. 
Ersättningen var tidigare fem procent av försäljningspriset, medan det nu[när?] är en skala med fallande procentersättning ned till 0,25 procent vid ökande försäljningspris, med ett högsta ersättningsbelopp motsvarande 12 500 euro.
Rätten till följerättsersättning regleras i upphovsrättslagen 26 n - p § (Lag 1960:729 om upphovsrätt till litterära och konstnärliga verk). Följerätt utgår endast om försäljningssumman före provision överstiger en tjugondel av gällande prisbasbelopp. År 2019 motsvarar detta 2 325 kronor.

## Inkrävande av följerättsersättning
Inkrävande av följerättsersättning sker av organisation som företräder flertalet upphovsmän inom ett område.

## Källhänvisningar
1. ↑   droit de suite i Nationalencyklopedins nätupplaga. Läst 14 mars 2015.
2. ↑  BUS: Följerätt (tidigare droit de suite) Arkiverad 18 juli 2012 hämtat från the Wayback Machine., läst 2010-12-28